# Saint-Denis-de-Palin

Saint-Denis-de-Palin este o comună în departamentul Cher, Franța. În 1 ianuarie 2022 avea o populație de 278 de locuitori.